# Brinckmannia hexactinellidophila
Brinckmannia hexactinellidophila is een hydroïdpoliep uit de familie Filifera incertae sedis. De poliep komt uit het geslacht Brinckmannia. Brinckmannia hexactinellidophila werd in 2006 voor het eerst wetenschappelijk beschreven door Schuchert & Reiswig. 